# Aldo Gerbino
Aldo Gerbino (Milano, 7 settembre 1947) è un poeta e medico italiano.

## Biografia
È stato docente ordinario di Istologia ed Embriologia alla facoltà di Medicina e Chirurgia dell'Università degli Studi di Palermo , ed è cultore di Antropologia culturale.
Critico d'arte e di letteratura, sin dagli anni 70 è autore di raccolte poetiche e saggi, e ha scritto testi e critica in antologie.
Ha collaborato per li critica d'arte e culturale con: La Voce Repubblicana, Il Giornale dell'Arte, Oggi Sicilia, Prospettive d'Arte, La Gazzetta del Sud, Stilos-La Sicilia, Giornale di Sicilia.
Sue poesie e ri-creazioni in: Galleria, Colapesce, Astolfo, Idòla, Lunare, RTF, Radio-Uno-Zapping, Radio-Due, Corriere della Sera.
Cura l'almanacco interculturale Plumelia.

## Pubblicazioni

### Poesie
- Sei poesie d'occasione , Sintesi, Palermo 1977
- Stazione di Servizio, Quaderni di Estuario, Palermo 1978
- Maraldo, Il gufo trombettiere, Monreale 1980
- Appunti per una donna, Il Vertice, Palermo 1981
- Campo di vista, ivi, 1983
- Cartigli, Bastogi, Foggia 1987
- Le ore delle nubi, EuroEditor, Lussemburgo 1989
- Les rites del tènébres, ivi, 1990
- Nubi a Palermo, Sciascia, Caltanissetta-Roma 1994
- L'Arciere, Ediprint, Siracusa 1994
- Il coleottero di Junger, Novecento, Palermo 1995
- Le ferite del vetro, Sciascia, Caltanissetta-Roma 1997
- Ingannando l'attesa, Novecento, Palermo 1997
- Non farà rumore, Spirali, Milano 1998
- Gessi, Sciascia-Scheiwiller, Milano 1999
- Sull'asina, non sui cherubini, Spirali, Milano 1999
- Wasf, Sciascia, 2000
- Non è tutto. Diciotto testi per un catalogo, Club di Milano, 2018, EAN: 9788897618294

### Saggi
- La corruzione e l'ombra, Sciascia, Caltanissetta-Roma 1990
- Il folklore a Palermo, Giada, Palermo 1992
- Palazzo Natoli. Un itinerario settecentesco e un pittore contemporaneo, Sciascia, Caltanissetta-Roma, 1994
- Presepi di Sicilia, Scheiwiller, Milano 1997
- Sicilia, mille anni di poesia, Sciascia, Caltanissetta-Roma 2000